# Epilobium foliosum
Epilobium foliosum là một loài thực vật có hoa trong họ Anh thảo chiều. Loài này được (Torr. & A.Gray) Suksd. mô tả khoa học đầu tiên năm 1900.